# Harry Lloyd (acteur)

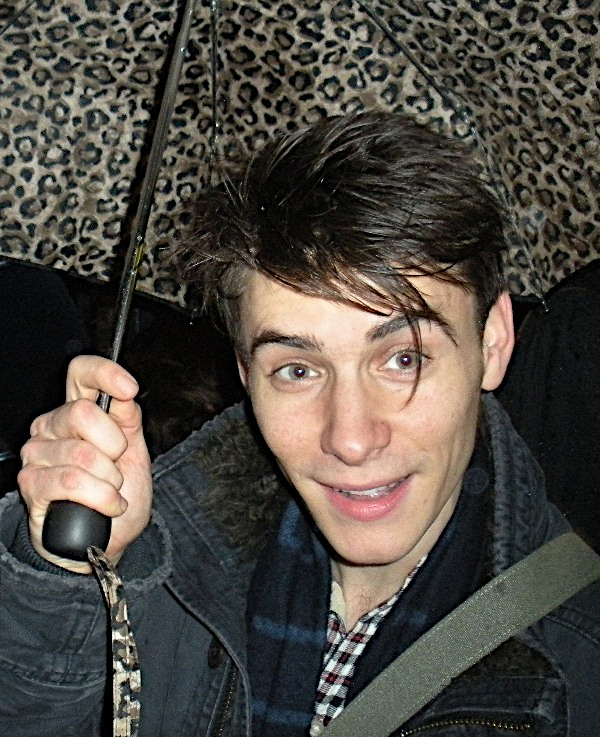
Lloyd in 2010

Harry Charles Salusbury Lloyd (Londen, 17 november 1983) is een Brits acteur. Hij werd in 2013 genomineerd voor een BAFTA Award voor zijn bijrol als 'Matty Beckett' in de miniserie The Fear.

## Biografie
Lloyd, een achter-achter-achterkleinzoon van auteur Charles Dickens, werd geboren in Londen als zoon van Marion Evelyn-Dickens, een kinderboekenschrijfster, en Jonathan Lloyd, hoofd van een literair agentschap.
Lloyd zat op school op Eton College. In die periode maakte hij op zestienjarige leeftijd zijn televisiedebuut in de tweedelige BBC-adaptatie van David Copperfield naast Daniel Radcliffe. In 2002 speelde hij mee in Goodbye, Mr. Chips. Hij ging studeren in Oxford, waar hij in 2005 afstudeerde.

## Carrière
Lloyd speelde in de eerste twee seizoenen van Robin Hood (2006-2007) de rol van Will Scarlett. Ook speelde hij in enkele afleveringen van Doctor Who en werd zelfs even genoemd als de opvolger van David Tennant, die de rol van Doctor Who niet meer zou spelen. In 2011 speelde Lloyd Viserys Targaryen in de fantasyserie Game of Thrones. Nadien had hij nog rollen in adaptaties van onder andere Taking The Flak, Great Expectations, Jane Eyre en The Iron Lady. Ook had hij verscheidene rollen als stemacteur, waaronder die van Viktor in de Netflixserie Arcane (2021-2024) en Ultima in Final Fantasy XVI (2023).

## Filmografie
*Exclusief televisiefilms
- Philophobia (2019)
- The Wife (2017)
- The Show (2017)
- Anthropoid (2016)
- Narcopolis (2015)
- The Theory of Everything (2014)
- The Riot Club (2014)
- Big Significant Things (2014)
- Closer to the Moon (2014)
- The Iron Lady (2011)
- Jane Eyre (2011)

## Televisieseries
*Exclusief eenmalige (gast)rollen
- Legion - Charles Xavier (2019, drie afleveringen)
- Counterpart - Peter Quayle (2017-2019, achttien afleveringen)
- Hang Ups - Nathan Slater (2018, vier afleveringen)
- Marcella - Henry Gibson (2016, acht afleveringen)
- Manhattan - Paul Crosley (2014-2015, 23 afleveringen)
- Wolf Hall - Harry Percy (2015, drie afleveringen)
- The Fear - Matty Beckett (2012, vier afleveringen)
- Great Expectations - Herbert Pocket (2011, twee afleveringen)
- Game of Thrones - Viserys Targaryen (2011, vijf afleveringen)
- Taking the Flak - Alexander Taylor-Pierce (2009, zes afleveringen)
- Robin Hood - Will Scarlet (2006-2007, 26 afleveringen)
- Doctor Who - Baines (2007, twee afleveringen)
- Vital Signs - Jason Bradley (2006, vijf afleveringen)
- David Copperfield - Young Steerforth (1999, twee afleveringen)

- Biblioteca Nacional de España: XX4938773
- Bibliothèque nationale de France: cb16982385q (data)
- Gemeinsame Normdatei: 119548027X
- International Standard Name Identifier: 0000 0001 1703 0597
- Library of Congress Control Number: no2010113313
- MusicBrainz: 7d8174e2-b618-4c37-9479-a503d30b8fa9
- Nationale Bibliotheek van Israël: 987007327785205171
- Nederlandse Thesaurus van Auteursnamen: 369846176
- Système universitaire de documentation: 164288821
- Virtual International Authority File: 136453454
- WorldCat: E39PBJkhPGpmGwt3rx9FxqX8G3